# Fondali antistanti S. Marinella
Fondali antistanti S. Marinella este o arie protejată (arie specială de conservare — SAC, sit de importanță comunitară — SCI) din Italia întinsă pe o suprafață de 1.713 ha, integral marine.

## Localizare
Centrul sitului Fondali antistanti S. Marinella este situat la coordonatele 42°01′04″N 11°55′42″E / 42.017778°N 11.928333°E.

## Înființare
Situl Fondali antistanti S. Marinella a fost declarat sit de importanță comunitară în iunie 1995 pentru a proteja un număr necunoscut de specii din flora spontană și fauna sălbatică aflate în arealul zonei. Situl a fost protejat și ca arie specială de conservare în august 2017.

## Biodiversitate
Situată în ecoregiunea mediteraneană, aria protejată conține 2 habitate naturale: Straturi cu Posidonia (Posidonion oceanicae), Recifuri.
La baza desemnării sitului se află un număr nedeclarat de specii protejate.
Pe lângă speciile protejate, pe teritoriul sitului au mai fost identificate 1 specie de plante, 2 specii de nevertebrate.